# Cavernularia mirifica
Cavernularia mirifica is een Pennatulaceasoort uit de familie van de Veretillidae. De wetenschappelijke naam van de soort is voor het eerst geldig gepubliceerd in 1963 door Tixier-Durivault.